# Андрей Фокич Соков
Андрей Фокич Соков — второстепенный персонаж романа «Мастер и Маргарита» Михаила Булгакова. Персонаж известен сценой, в которой прозвучала крылатая фраза «осетрина второй свежести».

## Описание персонажа
В ранней редакции романа «Черный маг» Соков — «человечек короткого роста и с веками, прикрывающими свиные глазки крышечками, и моржовыми усами, был меланхоликом».
В окончательной редакции романа: «малюсенький пожилой человечек с необыкновенно печальным лицом, в чесучовом (чесунчовом в произведении) старинном костюме и твердой соломенной шляпе с зелёной лентой». Подчеркиваются в романе его меланхоличность и вечная грусть, а также упоминается шляпка, прикрывающая лысину:
«…он стал ещё грустнее, чем был всегда вообще…», «…с грустью осведомился человечек в чесунче…», «…так же грустно сказал человечек»; «…шагнул в переднюю, снимая шляпу…», «…Я шляпочку забыл, — шепнул буфетчик, тыча себя в лысину», «…с …исцарапанной лысиной…».
Избегает «вина, игр, общества прелестных женщин, застольной беседы». Скупость Сокова проявляется в богатстве, хранимом в сберкассе и дома. Фагот-Коровьев оценил состояние: «двести сорок девять тысяч рублей в пяти сберкассах и дома под полом двести золотых десяток» (в рукописной редакции меньшее число десяток: «двести сорок девять тысяч рублей в пяти сберкассах … и дома под полом сто золотых десяток»). По мнению одного из исследователей, богатство Сокова как художественная деталь является одной из форм отражения в романе «Мастер и Маргарита» сложных социально-экономических процессов СССР в 1920—1930-х годов (Чуднов 2011). Гм, девять месяцев, — задумчиво сообразил Воланд, — двести сорок девять тысяч… Гм… это выходит двадцать семь тысяч шестьсот шестьдесят шесть рублей в периоде, в месяц?..".
Судя по возрасту, родился в XIX веке.
Умер от рака печени в Москве в феврале (по роману: «Умрет он через девять месяцев, в феврале будущего года, от рака печени в клинике Первого МГУ, в четвертой палате» после появления Воланда в Москве). Временная отметка и визит буфетчика к профессору Кузьмину появились в тексте романа в январе 1940 года. В более ранней редакции врача не было, Воланд предрекал смерть Сокову через год, не уточняя даты.
Смерть через 9 месяцев — обратное отражение срока беременности и рождения. Время в 9 месяцев также послужило возможностью ввести в текст число зверя 666: «..девять месяцев, — задумчиво сообразил Воланд, — двести сорок девять тысяч… выходит двадцать семь тысяч шестьсот шестьдесят шесть рублей в периоде, в месяц?..».

## Происхождение персонажа
В третьей редакции романа «Человечек назывался Алексей Лукич Барский и был заведующим буфетом театра „Кабаре“».
В окончательном варианте романа Соков — грустный буфетчик (заведующим буфетом) в театре Варьете, где проведён сеанс чёрной магии Воланда и его свиты.
Восходит к образу Ермолая Ивановича, печального буфетчика Независимого театра, персонажа произведения «Театральный роман» («Записки покойника») (Фомин 2014).
И. Белобровцева и С. Кульюс предположили, что прототипом Сокова стал реальный буфетчик МХАТа. Б. Соколов выдвинул гипотезу, что эпизод с Соковым восходит к тексту книги Ф. У. Фаррара «Жизнь Иисуса Христа» (1873).
Смерть от рака печени, врач Кузьмин — черты биографии самого смертельно больного писателя. Его в конце 1939 года от наследственного нефросклероза лечил профессор В. И. Кузьмин.

## Образ Сокова в кинематографе и театре
| Название           | Страна | Год  | Режиссёр        | В роли Сокова   | Примечания           |
| ------------------ | ------ | ---- | --------------- | --------------- | -------------------- |
| Мастер и Маргарита | СССР   | 1977 | Юрий Любимов    | Семён Фарада    | спектакль            |
| Мастер             | СССР   | 1987 | Ольга Кознова   | Олег Борисов    | документальный фильм |
| Мастер и Маргарита | Польша | 1988 | Мацей Войтышко  | Веслав Джевич   |                      |
| Мастер и Маргарита | Россия | 1994 | Юрий Кара       | Владимир Кашпур |                      |
| Мастер и Маргарита | Россия | 2005 | Владимир Бортко | Георгий Штиль   | телесериал           |